# Kate Beckinsale
Kathrin Romany Beckinsale, detta Kate (Londra, 26 luglio 1973), è un'attrice britannica.
È nota principalmente per i suoi ruoli da protagonista nei film Pearl Harbor (2001), Quando l'amore è magia - Serendipity (2001), Van Helsing (2004), The Aviator (2004), Cambia la tua vita con un click (2006), Una sola verità (2008), Stanno tutti bene - Everybody's Fine (2009), Total Recall - Atto di forza (2012) e per il personaggio di Selene, protagonista della serie di film del franchise Underworld (2003-2016). Nel 2016 ottiene il plauso della critica per la sua interpretazione nella commedia Amore e inganni, tratta dal romanzo Lady Susan di Jane Austen.

## Biografia

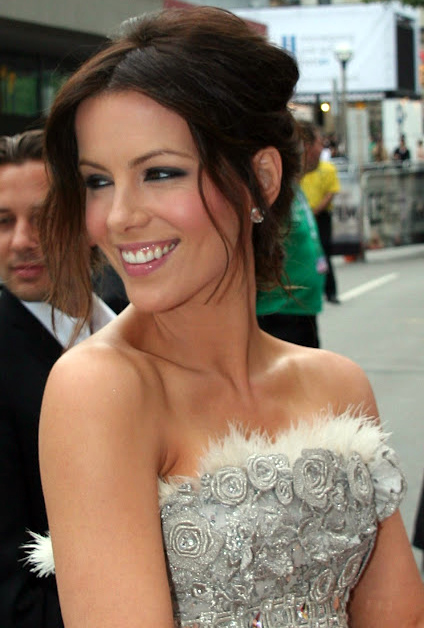
Kate Beckinsale al Toronto International Film Festival 2008

Kate Beckinsale è nata a Londra il 26 luglio 1973, unica figlia di Judy Loe e Richard Beckinsale, attori britannici, attivi principalmente in televisione. Nel 1979, all'età di neanche sei anni, Kate perse il padre, morto a soli 31 anni a causa di un infarto che lo colse nel sonno. A seguito di questo evento, che la colpì profondamente, Kate sviluppò una forte ansia e la paura che "qualcosa di brutto potesse succedere da un momento all'altro".
In seguito, la madre iniziò una relazione con il regista Roy Battersby e Kate crebbe con i suoi cinque figli. Kate ha una sorellastra, figlia di primo letto del padre, l'attrice Samantha Beckinsale. Intorno ai 15 anni prese a soffrire di anoressia nervosa. Superato il problema, dopo il diploma, s'iscrisse all'Università di Oxford, dove seguì corsi di letteratura e lingua russa e francese. Al terzo anno si trasferì a studiare a Parigi, dopodiché lasciò gli studi per dedicarsi alla carriera di attrice.
La sua prima apparizione è avvenuta nel 1975, nella serie televisiva Couples. Nel 1993 esordì nel cinema nella parte di Hero in Molto rumore per nulla, tratto dall'omonima commedia di William Shakespeare, al fianco di attori come Emma Thompson, Kenneth Branagh, Denzel Washington, Michael Keaton e Keanu Reeves. Il film che le ha dato la fama è stato Pearl Harbor (2001), nel quale ha interpretato la parte dell'infermiera Evelyn Johnson. Il film della consacrazione è stato Underworld (2003), nel quale ha interpretato il ruolo della protagonista, la vampira Selene.
Il 2004 è stato per Kate Beckinsale un anno ancor più significativo, per l'uscita dei film Van Helsing, in cui interpreta la parte di Anna, e di The Aviator, in cui interpreta l'attrice Ava Gardner. Nel 2006 è tornata a vestire i panni di vampiro Selene nel sequel Underworld: Evolution ed è stata co-protagonista del film Cambia la tua vita con un click. Nel 2007 Kate ha recitato in Snow Angels e come protagonista nel film horror Vacancy, insieme a Luke Wilson.
Tra il 2008 e il 2009 la Beckinsale ha partecipato alle riprese del film Una sola verità, uscito direct-to-video per il mercato statunitense nell'aprile 2009. Successivamente è uscito il film thriller, girato in Canada nel 2008, Whiteout - Incubo bianco, uscito nelle sale cinematografiche italiane il 2 ottobre 2009. Ancora nel 2009 è uscito nelle sale statunitensi il film drammatico Winged Creatures - Il giorno del destino, girato nel marzo 2008 e pubblicato in Italia direct-to-video nel luglio dello stesso anno. Il 4 dicembre 2009 è uscito nelle sale statunitensi il film drammatico Stanno tutti bene - Everybody's Fine, remake statunitense dell'omonimo film di Giuseppe Tornatore. All'inizio di ottobre 2009 Kate è stata eletta «la donna più sexy» dalla rivista maschile statunitense Esquire.
Nel 2011 ha vestito per la terza volta i panni del vampiro Selene nel quarto film della saga di Udderworld, Underworld - Il risveglio, il primo dei quattro uscito in 3D e contemporaneamente nelle sale di tutto il mondo, nel gennaio dell'anno successivo. Nello stesso anno ha lavorato con Colin Farrell e Jessica Biel in Total Recall, remake del film Atto di forza interpretato da Arnold Schwarzenegger nel 1990 e tratto dal racconto Memoria totale dello scrittore Philip K. Dick. Nel 2016 torna nuovamente in azione nei panni della vampira Selene nel quinto e ultimo capitolo della saga di Underworld, Underworld: Blood Wars.

## Vita privata
Kate Beckinsale è stata legata otto anni, dal 1995 al 2003, all'attore gallese Michael Sheen, dal quale ha avuto una figlia, Lily Mo, nel 1999. Nel 2002, durante la lavorazione del film Underworld, la Beckinsale convinse il regista Len Wiseman a introdurre nel cast il compagno, in modo da tenere unita la famiglia durante i mesi di riprese (poiché fatte lontano dal Regno Unito). A Sheen venne affidato il ruolo dell'antagonista principale, il licantropo Lucian.
Nel frattempo, Kate e il regista s'innamorarono sul set e il 9 maggio 2004 si sposarono. Nel novembre 2015 la coppia annunciò la separazione, per poi divorziare nel 2016.
È stata fidanzata con il comico Matt Rife, di 22 anni più giovane. Nel 2019 ha frequentato, per quattro mesi, l’attore Pete Davidson, di 20 anni più giovane. Il 2 ottobre 2020, tramite post su Instagram, ha dichiarato di aver perso un figlio alla 20ª settimana di gravidanza.

## Filmografia

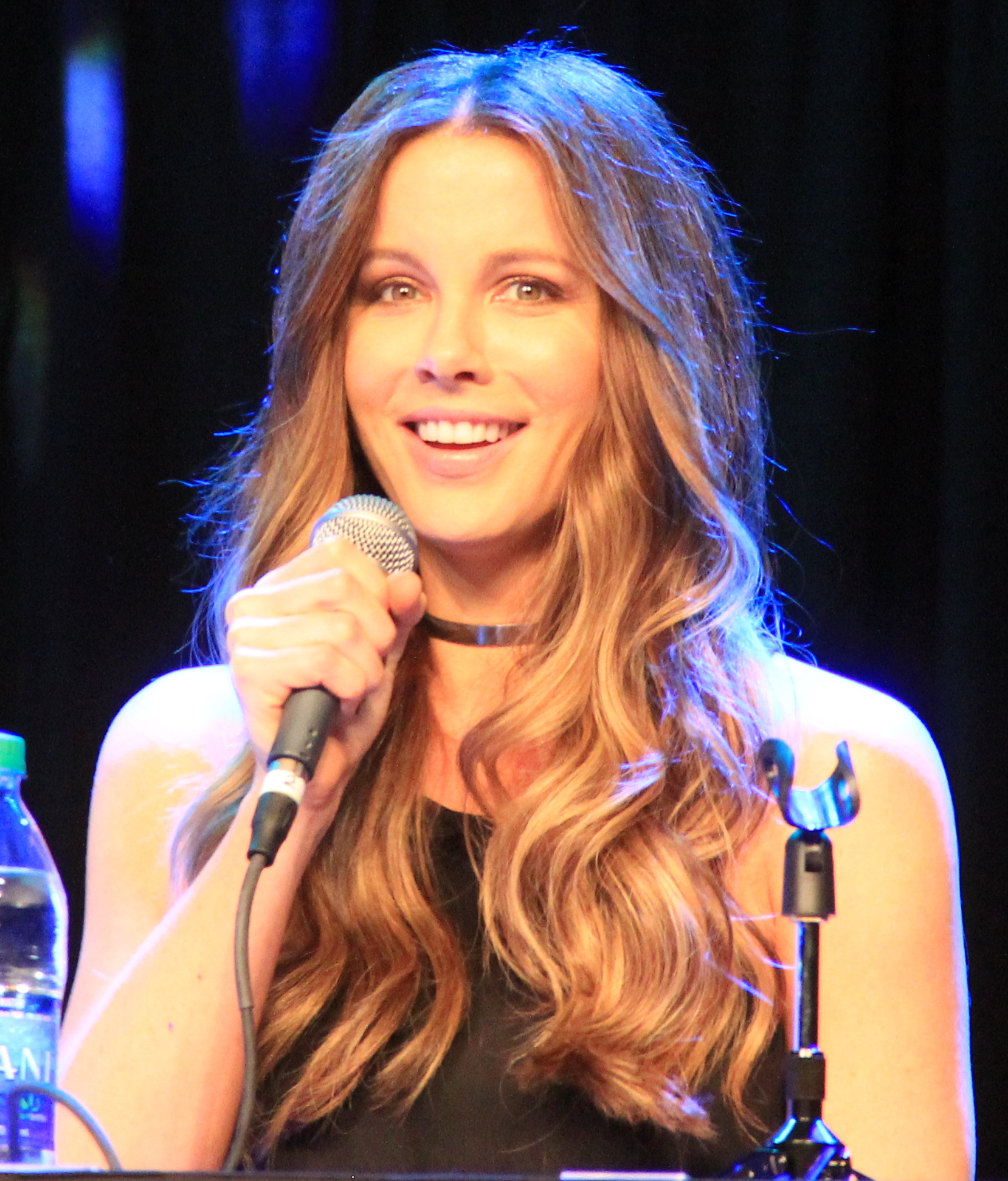
Kate Beckinsale al Comicpalooza nel 2016

### Attrice

#### Cinema
- Molto rumore per nulla (Much Ado About Nothing), regia di Kenneth Branagh (1993)
- Prince of Jutland, regia di Gabriel Axel (1994)
- Scacco matto (Uncovered), regia di Jim McBride (1994)
- Marie-Louise ou la Permission, regia di Manuel Flèche (1995)
- Fantasmi (Haunted), regia di Lewis Gilbert (1995)
- Big Fish - Sparando al pesce (Shooting Fish), regia di Stefan Schwartz (1997)
- The Last Days of Disco, regia di Whit Stillman (1998)
- Bangkok, senza ritorno (Brokedown Palace), regia di Jonathan Kaplan (1999)
- The Golden Bowl, regia di James Ivory (2000)
- Pearl Harbor, regia di Michael Bay (2001)
- Quando l'amore è magia - Serendipity (Serendipity), regia di Peter Chelsom (2001)
- Laurel Canyon - Dritto in fondo al cuore (Laurel Canyon), regia di Lisa Cholodenko (2002)
- Tiptoes, regia di Matthew Bright (2002)
- Underworld, regia di Len Wiseman (2003)
- Van Helsing, regia di Stephen Sommers (2004)
- The Aviator, regia di Martin Scorsese (2004)
- Underworld: Evolution, regia di Len Wiseman (2006)
- Cambia la tua vita con un click (Click), regia di Frank Coraci (2006)
- Snow Angels, regia di David Gordon Green (2007)
- Vacancy, regia di Nimród Antal (2007)
- Winged Creatures - Il giorno del destino (Winged Creatures), regia di Rowan Woods (2008)
- Una sola verità (Nothing But the Truth), regia di Rod Lurie (2008)
- Underworld - La ribellione dei Lycans (Underworld: Rise of the Lycans), regia di Patrick Tatopoulos (2009) - cameo
- Whiteout - Incubo bianco (Whiteout), regia di Dominic Sena (2009)
- Stanno tutti bene - Everybody's Fine (Everybody's Fine), regia di Kirk Jones (2009)
- Contraband, regia di Baltasar Kormákur (2012)
- Underworld - Il risveglio (Underworld: Awakening), regia di Måns Mårlind e Björn Stein (2012)
- Republicans, Get in My Vagina, regia di Andrea Savage – cortometraggio direct-to-video (2012)
- Total Recall - Atto di forza (Total Recall), regia di Len Wiseman (2012)
- Cate McCall - Il confine della verità (The Trials of Cate McCall), regia di Karen Moncrieff (2013)
- Stonehearst Asylum, regia di Brad Anderson (2014)
- Meredith - The Face of an Angel (The Face of an Angel), regia di Michael Winterbottom (2014)
- Un'occasione da Dio (Absolutely Anything), regia di Terry Jones (2015)
- Amore e inganni (Love & Friendship), regia di Whit Stillman (2016)
- The Disappointments Room, regia di D.J. Caruso (2016)
- Underworld: Blood Wars, regia di Anna Foerster (2016)
- The Only Living Boy in New York, regia di Marc Webb (2017)
- Farming, regia di Adewale Akinnuoye-Agbaje (2018)
- Jolt - Rabbia assassina (Jolt), regia di Tanya Wexler (2021)
- Prisoner's Daughter, regia di Catherine Hardwicke (2023)
- Fool's Paradise, regia di Charlie Day (2023)
- Canary Black, regia di Pierre Morel (2024)

#### Televisione
- Couples – serie TV, episodi 1x01-1x02 (1975)
- One Against the Wind, regia di Larry Elikann – film TV (1991)
- Rachel's Dream, regia di Viviane Albertine – cortometraggio TV (1992)
- Anna Lee: Headcase, regia di Colin Bucksey – film TV (1993)
- Cold Comfort Farm, regia di John Schlesinger – film TV (1995)
- Emma, regia di Diarmuid Lawrence – film TV (1996)
- Alice Through the Looking Glass, regia di John Henderson – film TV (1998)
- The Widow – serie TV, 8 episodi (2019)
- Guilty Party – serie TV, 10 episodi (2021)

#### Videoclip
- George Michael Waltz Away Dreaming, regia di Harvey Bertram-Brown (1997)
- Atreyu Her Portrait in Black (2011)

### Doppiatrice

#### Televisione
- Devices and Desires – miniserie TV, puntata 1x02 (1991)

#### Videogiochi
- The Elder Scrolls Online, regia di Matt Firor (2014)
- The Elder Scrolls Online: Morrowind, regia di Matt Firor (2017)

### Produttrice
- The Widow - serie TV, 8 episodi (2019)
- Guilty Party - serie TV, episodi 1x01-1x02 (2021)

## Programmi televisivi
- Good Morning Britain - talk-show (2019)

## Discografia parziale

### Audiolibri
- 1997 - Joan Stimson Bold Little Tiger (con Isobel Ward)
- 1997 - Jane Austen Emma and Perfect Happiness
- 2001 - William Shakespeare Romeo and Juliet (con Michael Sheen)
- 2018 - Jane Austen Pride and Prejudice

## Riconoscimenti (parziale)
- Saturn Award
  - 2002 - Candidatura alla miglior attrice protagonista per Quando l'amore è magia - Serendipity[7]

## Doppiatrici italiane
Nelle versioni in italiano dei suoi film, Kate Beckinsale è stata doppiata da:
- Chiara Colizzi in Serendipity - Quando l'amore è magia, Tiptoes, Stanno tutti bene - Everybody's Fine, Amore e inganni, La figlia del prigioniero
- Barbara De Bortoli in Laurel Canyon - Dritto in fondo al cuore, Whiteout - Incubo bianco, Total Recall - Atto di forza, Un'occasione da Dio
- Pinella Dragani in Underworld, Underworld: Evolution, Underworld - La ribellione dei Lycans, Underworld - Il risveglio
- Stella Musy in Molto rumore per nulla, Cold Comfort Farm, Contraband
- Giuppy Izzo in Van Helsing, The Aviator, The Widow
- Tiziana Avarista in Cambia la tua vita con un click, Vacancy
- Eleonora De Angelis in La tavola fiamminga, Big Fish - Sparando al pesce
- Valentina Mari in Pearl Harbor
- Ilaria Stagni in Fantasmi
- Debora Magnaghi in Snow Angels
- Claudia Catani in The Golden Bowl
- Francesca Fiorentini in Bangkok, senza ritorno
- Selvaggia Quattrini in Winged Creatures - Il giorno del destino
- Elisabetta Spinelli in Cate McCall - Il confine della verità
- Laura Romano in Underworld: Blood Wars
- Rachele Paolelli in Eliza Graves
- Stefania De Peppe in Jolt - Rabbia assassina